# Prozessionsaltar (Reiterswiesen, Kissinger Straße 45)

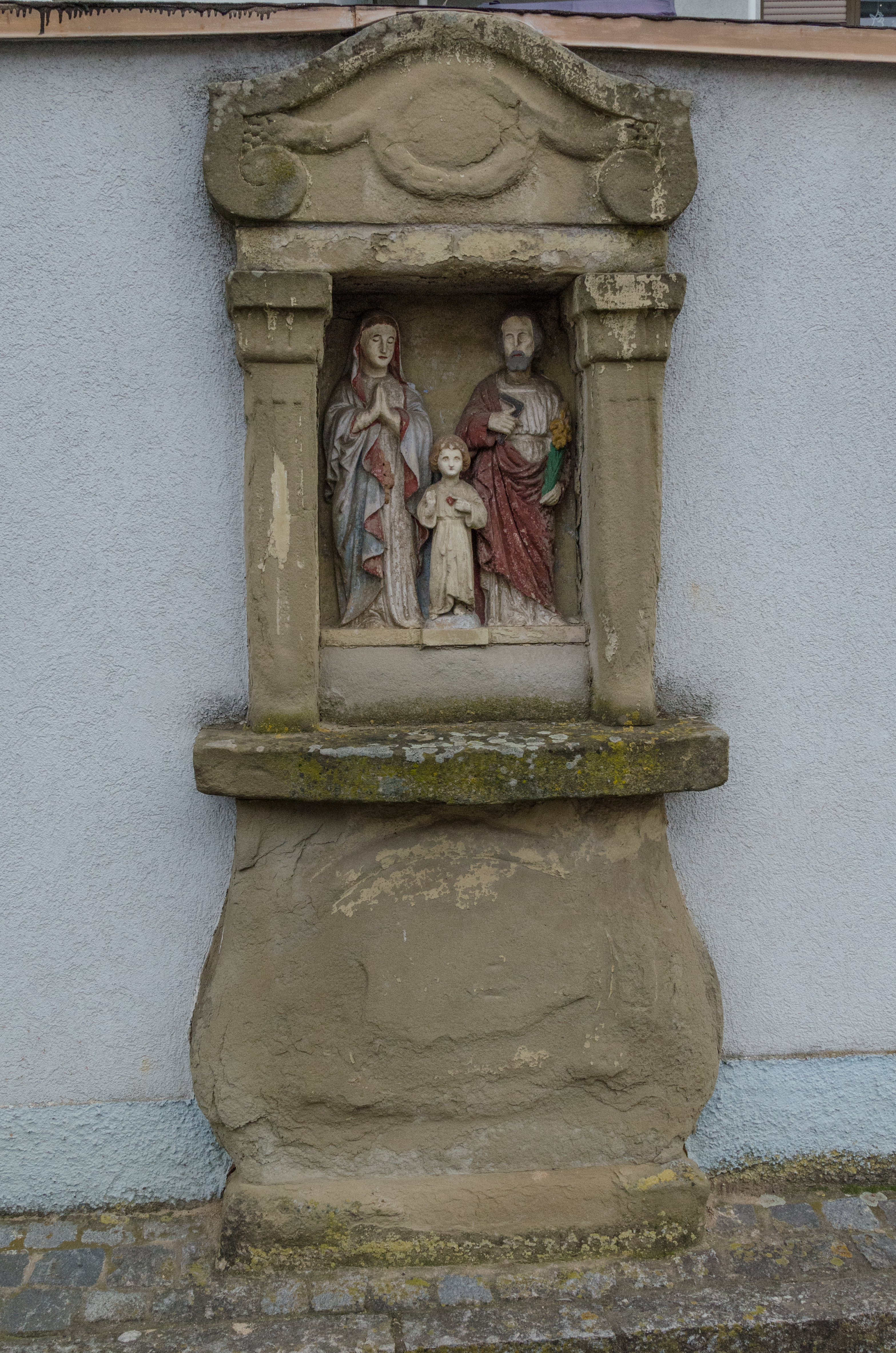
Prozessionsaltar, Kissinger Straße 45, Reiterswiesen

Der Prozessionsaltar mit der Adresse Kissinger Straße 45 befindet sich in Reiterswiesen, einem Stadtteil von Bad Kissingen, der Großen Kreisstadt des unterfränkischen Landkreises Bad Kissingen. Er gehört zu den Bad Kissinger Baudenkmälern und ist unter der Nummer D-6-72-114-228 in der Bayerischen Denkmalliste registriert.

## Beschreibung
Der Prozessionsaltar, der um 1800 entstand, ist aus Sandstein gefertigt. Er ist 2,20 Meter hoch und besteht aus einem leicht gebauchten Sockelteil mit schmaler Mensa zum Abstellen der Monstranz und einem retabelartigen Oberteil.
Das Retabel zeigt in einer klassizistischen Ädikula die beinahe vollplastischen, farbig gefassten Sandsteinfiguren der Heiligen Familie. Maria steht mit zusammengelegten Händen und gesenktem Blick wie im Gebet; Josef, als älterer Mann dargestellt, hält Winkel und Lilienstab; der Jesusknabe, vielleicht zehnjährig, vollzieht mit der Rechten den Segensgestus und deutet mit der Linken auf sein auf der Brust sichtbares Herz.
Nach dem Inventar von Maria Fischer vom Mai 1977 lautete die stark verwitterte Inschrift in der Kartusche des Sockels:

„Jesus, Maria, Josef

erleuchtet, helfet u. rettet uns“